# Nicholas Pileggi
Nicholas D. Pileggi (ur. 22 lutego 1933 w Nowym Jorku) – amerykański pisarz, scenarzysta i producent filmowy pochodzenia włoskiego.
Napisał dwie powieści – Chłopcy z ferajny (Wiseguy: Life in a Mafia Family) i Casino – o tematyce dotyczącej działania gangów i mafii w Stanach Zjednoczonych. Obie zostały zekranizowane przez Martina Scorsese. Pileggi wraz z Scorsesem był współautorem scenariuszy obu filmów. Obok scenariopisarstwa zajmuje się także działalnością producencką.
W 1987 poślubił dziennikarkę i scenarzystkę Norę Ephron, która zmarła w 2012.

## Powieści
- Wiseguy: Life in a Mafia Family (1986) – wyd. pol. Chłopcy z ferajny, Aramis 1991
- Casino (1995) – wyd. pol. Casino, Prószyński i S-ka 1996

## Filmografia

### Scenarzysta
- Chłopcy z ferajny (Goodfellas, 1990) – wraz z Martinem Scorsese
- Loyalty & Betrayal: The Story of the American Mob (1994) – telewizyjny film dokumentalny
- Kasyno (Casino, 1995) – wraz z Martinem Scorsese
- Ludzie miasta (City Hall, 1996)
- Michael Hayes (1997–1998) – współpomysłodawca serialu telewizyjnego (17 odc.)
- Królowie South Beach (Kings of South Beach, 2007)
- Vegas (2012−2013) – współpomysłodawca serialu telewizyjnego (15 odc.)

### Producent
- Tata na wagarach (Father Hood, 1993)
- Michael Hayes (1997–1998) – serial telewizyjny (17 odc.)
- Vendetta (1999)
- Amerykański gangster (2007)
- Królowie South Beach (Kings of South Beach, 2007)
- Vegas (2012−2013) – serial telewizyjny (15 odc.)

## Nagrody
- Nagroda BAFTA Najlepszy scenariusz adaptowany: 1991 Chłopcy z ferajny